# Cessy
Cessy – miejscowość i gmina we Francji, w regionie Owernia-Rodan-Alpy, w departamencie Ain.

## Demografia
Według danych na rok 1990 gminę zamieszkiwały 1763 osoby, a gęstość zaludnienia wynosiła 276 osób/km². W styczniu 2012 r. Cessy zamieszkiwało 4486 osób, a gęstość zaludnienia wzrosła do 684,9 osób/km².